# 楊凝照
楊凝照（1811年—？年），字映藜，號亦凡、一号乙帆、一号亦帆，四川省鄰水縣人。咸豐二年壬子恩科進士。

## 生平
道光二十六年丙午科鄉試中式第六十名舉人。咸豐二年（1852年）壬子恩科三甲第79名進士，曾任戶部江西司主事。未得科名時，曾在數百里外開學館授書，以學資贍養父母，補助諸兄弟，撫育無依姪，姪完婚後給資金讓其謀生別居。孝友之名罕有。